# Poimenesperus carreti
Poimenesperus carreti är en skalbaggsart som beskrevs av Lisle 1955. Poimenesperus carreti ingår i släktet Poimenesperus och familjen långhorningar. Inga underarter finns listade i Catalogue of Life.